# 1489 Pułk Rakietowy
1489 Rzeczycko-Brandeburski Pułk Myśliwski (ros. 1489-й зенитный ракетный полк) – samodzielny oddział Sił Zbrojnych Federacji Rosyjskiej w składzie 54 Korpusu 6 Armii Zachodniego Okręgu Wojskowego.
Siedzibą sztabu i dowództwa pułku jest Waganowo.